# Васильев, Анатолий Алексеевич (государственный деятель)
Анато́лий Алексе́евич Васи́льев (13 августа 1939, Кугунур, Звениговский район, Марийская АССР, РСФСР, СССР — 3 ноября 2004, Шелангер, Звениговский район, Марий Эл, Россия) — советский государственный и хозяйственный деятель. Председатель колхозов «Россия» (1972—1973), имени В. Ульянова (1976—1979), директор совхозов «Кожласолинский» (1973—1976, 1979—1982) и «Прогресс» (1982—1986) Звениговского района Марийской АССР. Депутат Верховного Совета СССР 8-го созыва (1970—1974).

## Биография
Родился 13 августа 1939 года в деревне Кугунур ныне Звениговского района Марий Эл в крестьянской семье.
В 1962 году окончил Марийский совхоз-техникум. По окончании техникума работал учителем Шелангерской средней школы.
В 1964 году по собственному желанию перешёл на хозяйственную работу: старший агроном, заместитель председателя, в 1969—1972 годах — заведующий свиноводческим комплексом колхоза им. В. Ульянова родного района.
В 1972—1973 годах — председатель колхозов «Россия», в 1976—1979 годах — имени В. Ульянова; в 1973—1976, 1979—1982 годах — директор совхоза «Кожласолинский», в 1982—1986 годах — совхоза «Прогресс» Звениговского района Марийской АССР. 
В 1970—1974 годах избирался депутатом Верховного Совета СССР 8-го созыва, а в  1975—1980 годах — депутатом Верховного Совета Марийской АССР 9-го созыва.
За достижения в области сельского хозяйства награждён орденом Трудового Красного Знамени (дважды), медалями, а также Почётной грамотой Президиума Верховного Совета Марийской АССР.
Скончался 3 ноября 2004 года в деревне Шелангер Звениговского района Марий Эл. Похоронен на родине.

## Трудовые звания и награды
- Орден Трудового Красного Знамени (1971, 1975) [1]
- Медаль «За доблестный труд. В ознаменование 100-летия со дня рождения Владимира Ильича Ленина» (1970)[1]
- Почётная грамота Президиума Верховного Совета Марийской АССР[1]